# سیگو شیموکاوا
سیگو شیموکاوا (انگلیسی: Seigo Shimokawa؛ زادهٔ ۱۷ نوامبر ۱۹۷۵) بازیکن فوتبال اهل ژاپن است.
از باشگاه‌هایی که در آن بازی کرده‌است می‌توان به باشگاه فوتبال کاوازاکی فرونتال و باشگاه فوتبال سرزو اوساکا اشاره کرد.